# NT5M
NT5M (англ. 5',3'-nucleotidase, mitochondrial) – білок, який кодується однойменним геном, розташованим у людей на короткому плечі 17-ї хромосоми. Довжина поліпептидного ланцюга білка становить 228 амінокислот, а молекулярна маса — 25 862.
| 10         |  | 20         |  | 30         |  | 40         |  | 50         |
| ---------- |  | ---------- |  | ---------- |  | ---------- |  | ---------- |
| MIRLGGWCAR |  | RLCSAAVPAG |  | RRGAAGGLGL |  | AGGRALRVLV |  | DMDGVLADFE |
| GGFLRKFRAR |  | FPDQPFIALE |  | DRRGFWVSEQ |  | YGRLRPGLSE |  | KAISIWESKN |
| FFFELEPLPG |  | AVEAVKEMAS |  | LQNTDVFICT |  | SPIKMFKYCP |  | YEKYAWVEKY |
| FGPDFLEQIV |  | LTRDKTVVSA |  | DLLIDDRPDI |  | TGAEPTPSWE |  | HVLFTACHNQ |
| HLQLQPPRRR |  | LHSWADDWKA |  | ILDSKRPC   |  |            |  |            |

A: Аланін

C: Цистеїн

D: Аспарагінова кислота

E: Глутамінова кислота

F: Фенілаланін

G: Гліцин

H: Гістидин

I: Ізолейцин

K: Лізин

L: Лейцин

M: Метіонін

N: Аспарагін

P: Пролін

Q: Глутамін

R: Аргінін

S: Серин

T: Треонін

V: Валін

W: Триптофан

Кодований геном білок за функцією належить до гідролаз. 
Задіяний у такому біологічному процесі, як метаболізм нуклеотидів. 
Білок має сайт для зв'язування з нуклеотидами, іонами металів, іоном магнію. 
Локалізований у мітохондрії.